# Alternaria grisea
Alternaria grisea är en svampart som beskrevs av Svilv. 1936. Alternaria grisea ingår i släktet Alternaria och familjen Pleosporaceae.   Inga underarter finns listade i Catalogue of Life.